# Seilrutsche

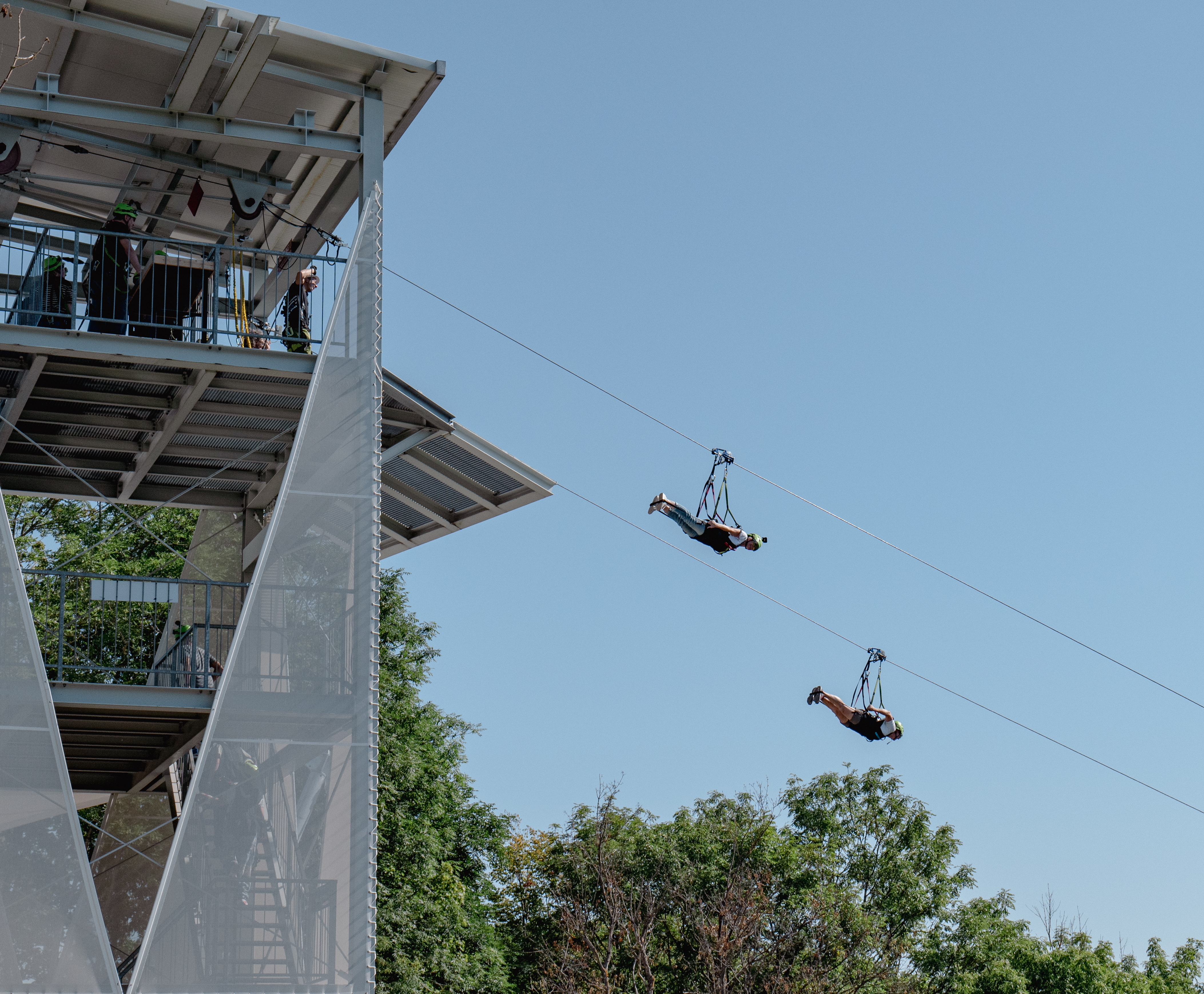
Doppelseilrutsche als Touristenattraktion an der
Rappbode-Talsperre

Die Seilrutsche, Flying Fox, in der Schweiz Tirolienne oder Tyrolienne (wie in Frankreich), englisch Zip-line, Ziplining, ist die vereinfachte Form der heutigen, maschinell angetriebenen Luftseilbahn.
Ursprünglich wurde die Seilrutsche nur in bergigem Gelände zum Transport von  land- und forstwirtschaftlichen Gütern talwärts und von Personen zum Überqueren von Schluchten und Flüssen zu deren niedrigerer Seite benutzt. Ihr eher wenig dehnbares Tragseil ist zwischen zwei unterschiedlich hoch gelegenen Punkten gespannt, so dass der Transport hin zum niedrigeren Punkt unter Ausnutzung der Schwerkraft erfolgt.
Am Anfang wurde lediglich ein das Seil umschlingender und auf ihm rutschender Haken benutzt. Heute werden in der Regel ein oder zwei Seilrollen verwendet, um das Seil zu schonen und die Reibung zu reduzieren. Meist dient ein relativ dünnes Rückholseil dem Zurückbringen der leeren Hängeeinrichtung zum höheren Abfahrtspunkt der Rutsche.
Für den Spiel- und Abenteuer-Gebrauch gibt es auf Kinderspielplätzen sogenannte Tarzanbahnen, Seilrutschen mit Tellern zum Aufsitzen, für Abenteuersuchende Anlagen mit großem Höhenunterschied und hoher Geschwindigkeit und fallweise auch großem Bodenabstand, die gewerblich in Freizeit- oder Sportparks und an Bergen betrieben werden.

## Seilrutschen mit Statikseil

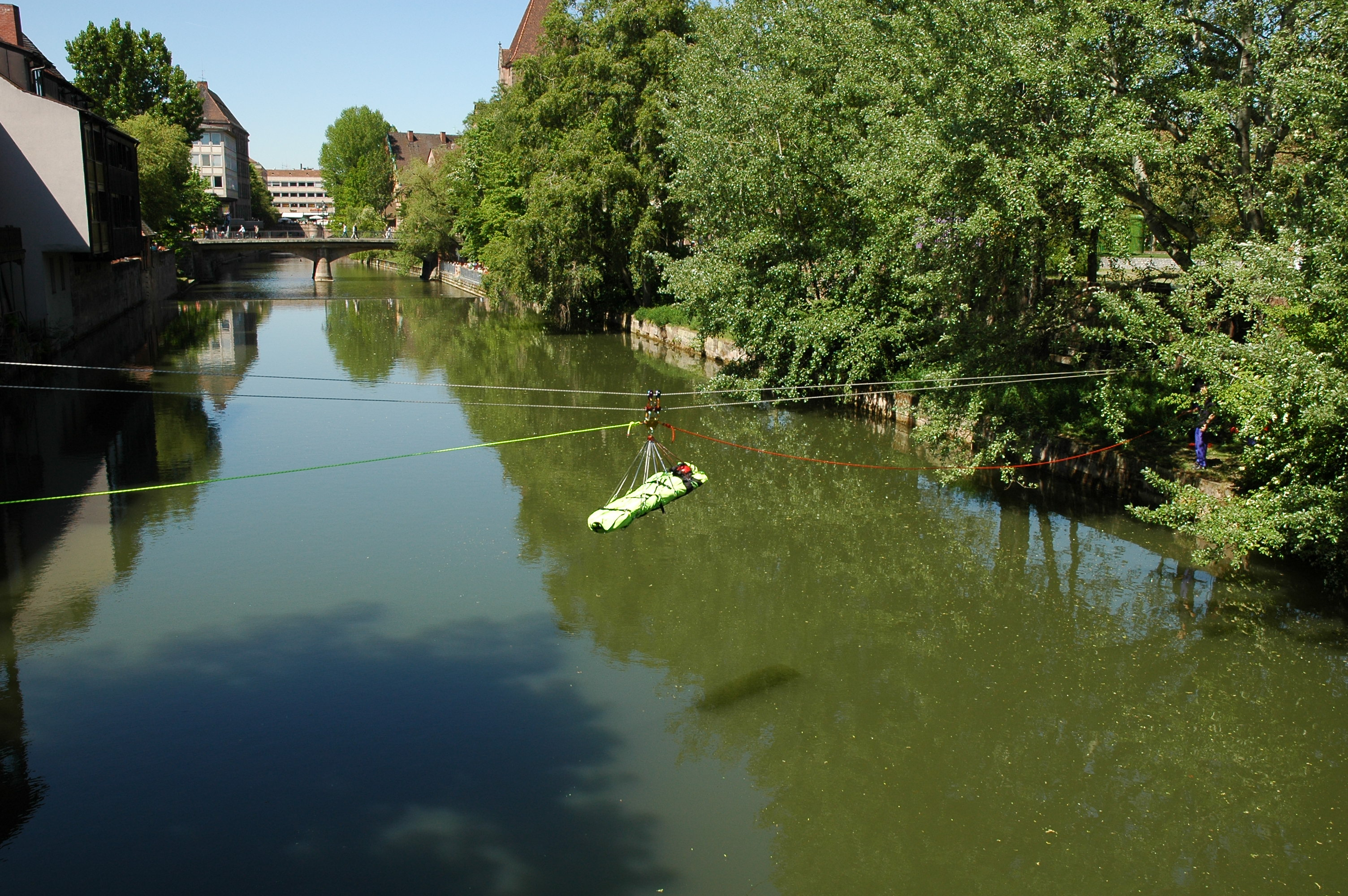
Seilrutsche als Rettungsmittel (45 m) über die Pegnitz,
ergänzt mit einem Zugseil

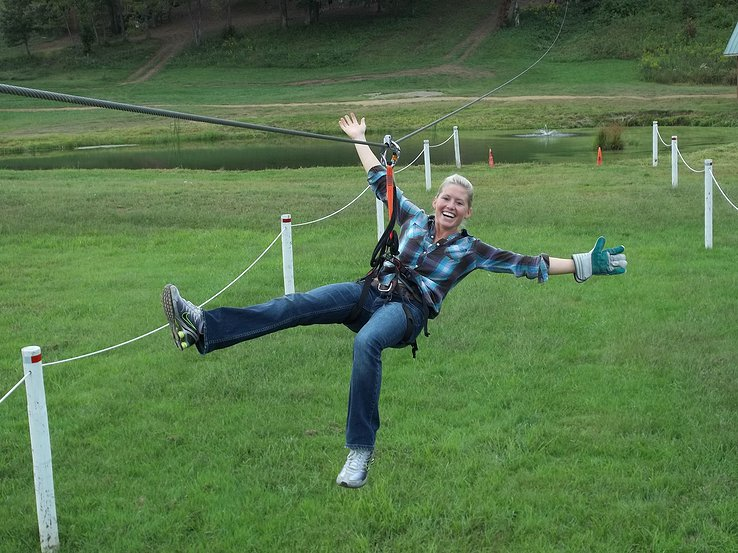
Hocking Peaks Adventure Park, Logan (Ohio)

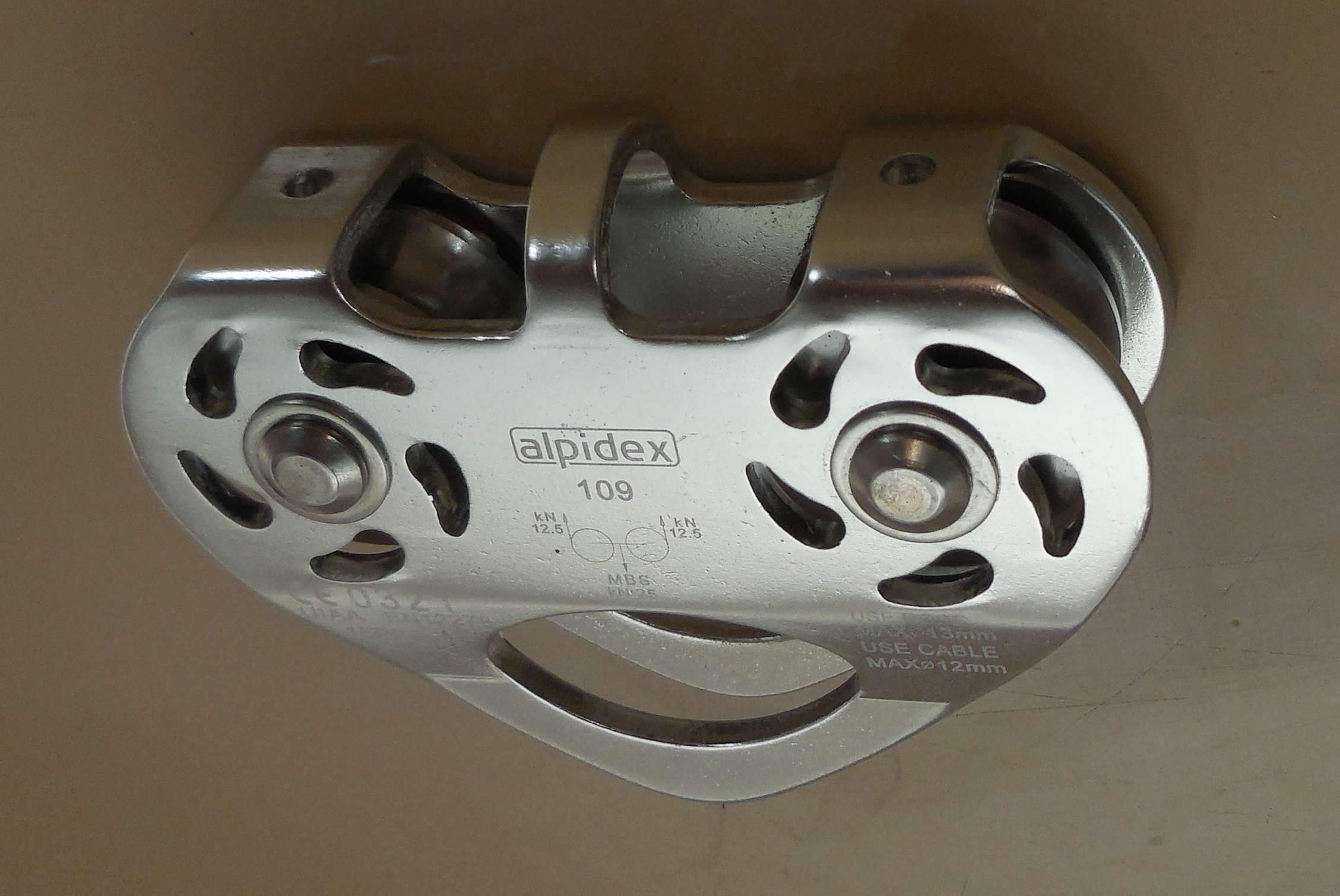
Doppelseilrolle

Für Seilrutschen dürfen nur geprüfte Statikseile mit geringer Dehnung verwendet werden.
Siehe Hauptartikel: Sicherheit und Spannen der Seile im Artikel Seilbrücke.
Sicherheitsrelevante Systeme werden doppelt ausgeführt. Zusätzlich zum Tragseil wird immer ein ebenfalls statisches Sicherungsseil verwendet, das in etwa einem Meter über dem Tragseil gespannt wird. Auf beiden Seilen läuft je eine Seilrolle, die miteinander über eine Bandschlinge und Schraubkarabiner verbunden sind. Dabei werden spezielle geschlossene Doppelrollen verwendet. Alternativ können Schraubkarabiner verwendet werden. Schraubkarabiner werden mit der Schraubhülse nach unten eingehängt, damit sie sich durch Erschütterungen nicht aufschrauben können. Die Last oder Person wird mit einer Bandschlinge an die untere Rolle gehängt. Bei Personentransport ist die Verbindung von Klettergurt und Bandschlinge mit zwei gegenläufig eingehängten Schraubkarabinern auszuführen. Die Person darf nicht ins Seil oder die Rolle greifen können und auch schwere Personen müssen jederzeit frei von Bodenberührung sein.
Gebremst wird mit einem dritten Seil, dem Bremsseil. Dieses wird über eine am Befestigungspunkt erhöht angebrachte Umlenkung von einem Helfer geführt. Damit kann auch die Seilrolle, oder bei Schwierigkeiten die Person, wieder zurückgeholt werden.
Für eine Verankerung an einem Baum soll dieser einen Durchmesser von mindestens 20 cm haben. Zur Befestigung der Seile gibt es zwei Systeme:
- Eine 30 bis 50 mm breite Bandschlinge wird doppelt um den Baum gelegt und in die Schlaufen ein Schraubkarabiner eingehängt
- Das Seil wird mehrmals um den Verankerungsbaum geschlungen und das Ende an einem zweiten Baum, an einem starken Ast oder am Tragseil selbst gesichert. Die Borke der Bäume ist zu schützen.

Bei einer Verankerung im Fels ist für jede Seilbefestigung jeweils eine eigene Verankerung erforderlich. Mit Bohrhaken wird eine axiale Zugfestigkeit von 15 kN erreicht. Jedes Seilende wird sicherheitshalber zusätzlich mit der Verankerung des anderen Seiles verbunden. Das Seil wird am Karabiner mit dem Bergrettungsknoten befestigt.
Das Seil wird am Karabiner mit einem HMS-Knoten befestigt und mit einem Schleifknoten und einem Überhandknoten gesichert (Bergrettungsknoten). Dadurch kann die Befestigung auch unter Last jederzeit und auf beiden Seiten entspannt und gelöst werden. Gespannt wird das Seil mit einem Flaschenzug. Die Umlenkungen werden mit einer Bandschlinge mit einem FB-Kreuzklemm befestigt (nie mit einer Reepschnur) und über eine Rolle geführt. Nach dem Spannen wird das Tragseil am Ankerpunkt fixiert, beispielsweise zweimal um den Baum gewickelt und an einem Ast oder am Seil selbst gesichert. Der Flaschenzug muss dann entspannt werden (sonst droht eine Schmelzverbrennung der Bandschlinge, wenn diese auch nur wenige Zentimeter auf dem Seil rutscht).
Früher war es beim österreichischen Bundesheer üblich, kürzere Guerillarutschen auf die originale Weise mit einer Astgabel zu befahren. Dabei hielt sich der Soldat an einer Y-förmigen Astgabel fest, die über das Seil glitt. Durch Verdrehen der Gabel konnte man selbst bremsen. Auch wenn es eine zusätzliche Sicherung mit Karabiner gab, ist diese Methode für heutige Anforderungen nicht mehr sicher genug.

## Seilrutschen mit Stahlseil
Für dauerhaft eingerichtete Seilbahnen werden Stahlseile eingesetzt, beispielsweise für Seilbahnen im Hochseilgarten, im Kletterwald oder auf Kinderspielplätzen. Bei der Anwendung von Stahlseilen sind ISO-Normen zu berücksichtigen.

## Anwendung

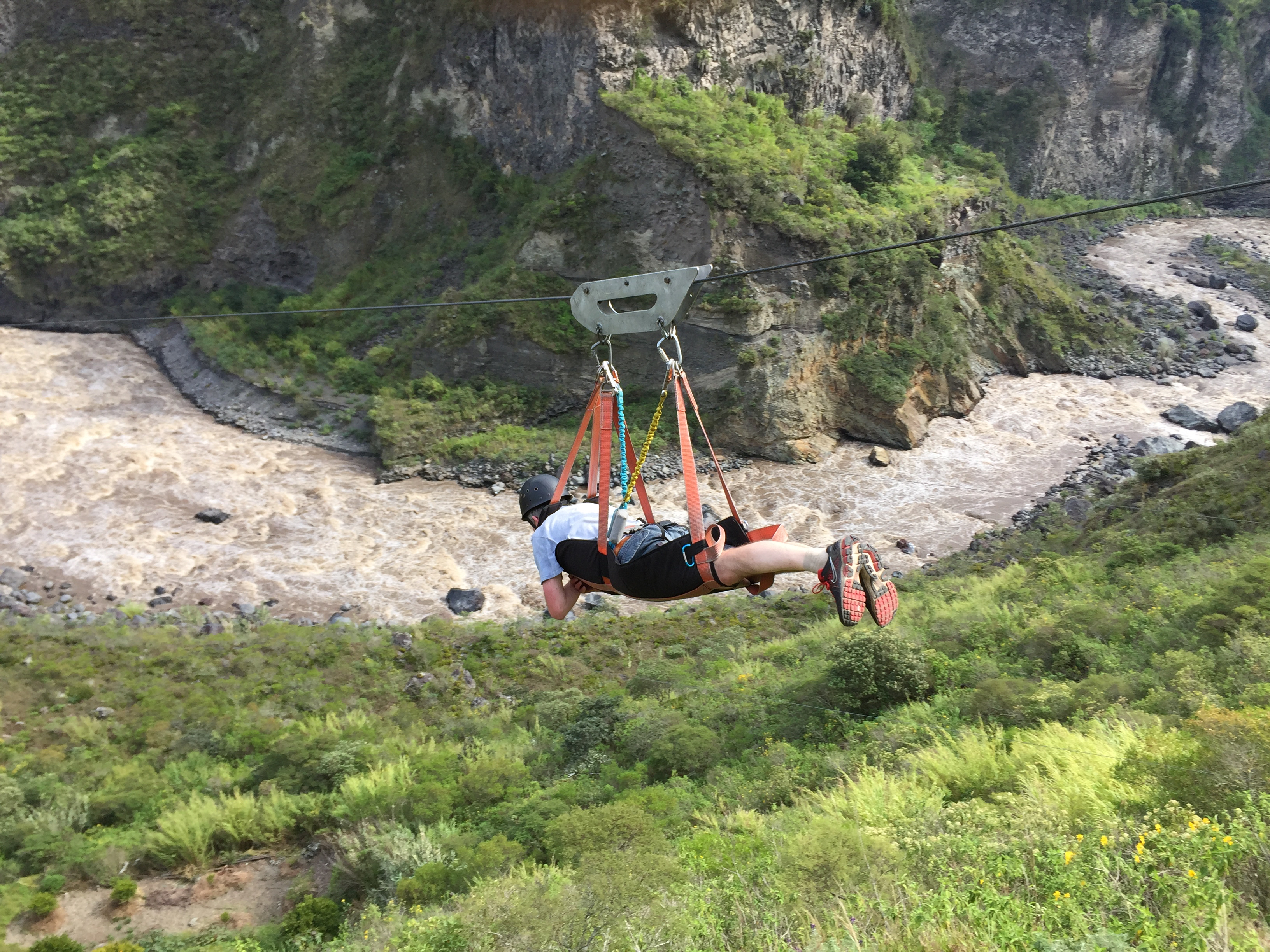
1.200 m in die Schlucht des Río Pastaza (Baños, Ecuador)

Die Seilrutsche wird zum Materialtransport in unwegsamem Gelände verwendet, beispielsweise im Gebirge oder über Flüsse. Auch die sogenannten Heuseile beim alpinen Wildheuen gehören zu den Seilrutschen. Seilrutschen dienen auch als Rettungs- und Bergemittel in der Bergrettung und der Höhlen- und Höhenrettung.
Als „Tarzanbahn“ ist sie ein beliebtes Spielgerät auf Kinderspielplätzen sowie im Outdoortraining. In vielen Gebirgen bieten Touristikunternehmen die Möglichkeit, an kilometerlangen Seilrutschen in Täler und Schluchten zu „fliegen“.
Gleich eine ganze Reihe von Funsport-Seilrutschen gibt es im Tal des Río Pastaza in Ecuador zwischen Baños und Mera.

## Rekorde
Die längste Seilrutsche in Deutschland wurde im November 2012 eröffnet, hat eine Länge von 1000 m und befindet sich in einer Höhe von 120 Metern über der Rappbode-Talsperre im Harz. Die Höchstgeschwindigkeit beträgt 80 km/h.
Die längste Zipline Europas ist der Sternsauser in Hoch-Ybrig in der Schweiz mit einer Länge von 2300 m.
Seit dem Februar 2018 ist die Seilrutsche auf dem Berg Jebel Jais im Emirat Ras Al Khaimah die längste der Welt. Sie misst 2830 Meter und ermöglicht eine Höchstgeschwindigkeit von 150 km/h.
Die höchste Seilrutsche befindet sich mit 500 m in Simbabwe, vor den Mutarazi-Fällen.

## Unfälle
Im Jahr 2000 starben auf einer Seilrutsche durch eine Schlucht entlang des Caminito del Rey („Königspfad“, Provinz Málaga, Spanien) drei junge Männer. Nach diesem und zwei weiteren tödlichen Unfällen wurde der Caminito del Rey im Jahr 2001 gesperrt und erst 14 Jahre später nach umfangreicher Sanierung wiedereröffnet.
Am 8. Juni 2000 kam es im Klettergarten Kanzianiberg bei Villach (Kärnten, Österreich) zu einem tödlichen Unfall mit einer Seilrutsche. Unter der Bedienung eines staatlich geprüften Bergführers sollte ein Schüler eine rund 40 Meter tiefe Schlucht zwischen zwei Felsen überwinden. Als Höhepunkt bremste der Bergführer den Schüler etwa in der Mitte der Schlucht ein, wodurch eine Pendelbewegung entstand. Durch diese kurzfristige Be- und Entlastung öffnete die sichernde Bandschlinge den Twistlock-Karabinerhaken; der Schüler stürzte ab. Das Oberlandesgericht Graz sprach in zweiter Instanz alle drei beteiligten Bergführer frei. Der Alpenverein, der Verband der Österreichischen Berg- und Schiführer und das Kuratorium für alpine Sicherheit sprachen die Empfehlung aus, in Zukunft bei Flying Fox auf Twistlock-Karabiner zu verzichten und einen zweiten Karabiner gegengleich zu verwenden.
Im Sommer 2010 verunglückte eine 21-jährige Britin tödlich am Klettersteig Gorge Alpine bei Saas-Fee (Wallis, Schweiz). An einer bis zu 45 Grad steilen Seilrutsche hatte die Studentin sich mit den Karabinern ihres Klettersteigsets ohne Sicherung eingehängt und war danach ungebremst gegen einen Felsen gerast. Für eine Begehung dieses Steiges wäre ein Bergführer obligatorisch gewesen, worauf am Beginn des Gorge Alpine Schilder in verschiedenen Landessprachen hinweisen. Bereits 2009 hatte sich ein ähnlicher Unfall am Klettersteig Eggishorn (Wallis) ereignet, wobei eine 27-Jährige starb.
Am 19. Dezember 2015 prallte eine Frau nach dem Abfahren von einem Aussichtsterrasse eines mehrstöckigen Sporthauses am linken Ufer an einer Stahlseilrutsche fast ungebremst in die Kaimauer am rechten Ufer der Mur in Graz (Steiermark, Österreich) und erlitt schwerste Verletzungen. Im März 2016 wurde der am Startpunkt verantwortliche Bergführer wegen fahrlässiger Körperverletzung verurteilt. Er gab an, am Unglückstag durch mehrere Vorgänge abgelenkt gewesen zu sein und deshalb das Einhängen des Bremsseils vergessen zu haben. Ein versuchtes improvisiertes Bremsmanöver eines zweiten Bergführers am unteren Ende war kaum wirksam. Die Anlage war seit 2003 fast jedes Jahr bis zum Unfall nur für einen oder wenige Tage als kostenlose Attraktion, finanziert durch das Kaufhaus aufgebaut worden.
Am 19. August 2018 erreichte in einem Kletterpark in Lienz in Osttirol ein 15-jähriger Junge auf der etwa 200 Meter langen Stahlseilrutsche das Zielpodest. Er konnte sich am Ziel nicht festhalten und rutschte zurück, so dass er mit seinem nachkommenden 13-jährigen Bruder kollidierte. Beide wurden schwer verletzt.
Am 22. Oktober 2019 starb ein 50-jähriger Mann bei der Verwendung einer touristischen Seilrutschenattraktion bei Cape Tribulation in Australien. Seine Frau überlebte mit schweren Verletzungen. Die beiden stürzten aus 15 Meter Höhe, nachdem das Seil der Seilrutsche unerwartet gerissen war.
Eine 41-Jährige löste sich am 5. Mai 2024 in Bema, Lombardei, Italien, aus dem Sicherungsgurt einer Seilrutsche und stürzte tödlich in den Wald ab. Das Fly Emotion-Ziplining war 2011 errichtet und bis dahin unfallfrei betrieben worden. Die Seilrutsche läuft über 1,5 km Strecke bei 400 m Höhenunterschied und kann bis 120 km/h Geschwindigkeit erreichen.

## Normen
- EN 1176 Spielplatzgeräte und Spielplatzböden – Sicherheitstechnische Anforderungen und Prüfverfahren;
- EN 1177 Stoßdämpfende Spielplatzböden – Bestimmung der kritischen Fallhöhe.